# Ri Čchun-hi
Ri Čchun-hi (korejsky 리춘히, hančou 李春姬 (* 8. července 1943 Tchongčchon) je bývalá severokorejská moderátorka zpráv a vedoucí zpravodajství v Korejské ústřední televizi. Do důchodu odešla roku 2012, a vrátila se na oznámení úspěšného jaderného testu r. 2016.

## Životopis
Studovala na herecké škole v Pchjongjangu. Jako moderátorka je známá především svým procítěným projevem plným emocí. V televizi oznamovala oficiální zprávu o smrti Kim Ir-sena (1994), posléze i Kim Čong-ila (2011). Svůj odchod do důchodu oznámila v rozhovoru pro Čínskou televizi 24. ledna 2012. V září 2016 se objevila na obrazovkách opět, aby oznámila pátý test jaderných zbraní.